# Alžírská válka
Alžírská válka byla bojem za nezávislost Alžírska na Francii v letech 1954–1962. Od 1. listopadu 1954 začal boj alžírských povstalců za odtržení Alžírska od Francie a vytvoření suverénního státu. Alžírská válka a částečná neschopnost francouzské vlády tento konflikt vyřešit byly jedním z faktorů, které vedly na konci 50. let k vytvoření nové francouzské ústavy a spolu s tím i páté francouzské republiky. Do čela nové vlády Francie byl zvolen Charles de Gaulle, který se po zveřejnění důkazů o brutálním chování francouzských jednotek na alžírském území a následném tlaku veřejného mínění rozhodl (navzdory značným francouzským vojenským úspěchům) navázat rozhovory s FLN, hlavní politickou a vojenskou silou alžírské revoluce, vedoucí k vytvoření suverénního alžírského státu 5. července 1962.

## Co válce předcházelo
Počátkem 30. let 19. století došlo k novému rozmachu koloniálních výbojů Francie, jejímž hlavním cílem bylo Alžírsko. Alžírsko bylo Francií dobyto roku 1830 (v té době bylo součástí Osmanské říše). Po dobytí pak alžírské území spolu s dnešním Tuniskem a Marokem tvořilo Francouzskou severní Afriku. Odboj domácího alžírského obyvatelstva pod vedením Abd al-Kádira proti dobyvatelům trval 17 let. V roce 1881 obsadila Francie Tunisko a roku 1911 také Maroko. Na rozdíl ale od těchto dvou francouzských kolonií nebylo Alžírsko kolonií v pravém slova smyslu. Francie ho chápala jako svou integrální součást ve formě tří zámořských departmentů bez jakýchkoli práv pro alžírské muslimy, vůči nimž bylo rozhodnuto provádět politiku národnostní asimilace. Tunisko s Marokem mělo vzhledem k jejich geografické poloze ochraňovat Alžírsko před ostatními kolonisty.
V době dobývání Alžírska byla přehodnocena francouzská koloniální politika. Oproti strategii vyhlazení a vysídlení původního obyvatelstva ve prospěch kolonistů, která se uplatňovala např. vůči indiánům v Kanadě, zvítězila strategie využívání domácího obyvatelstva jako levné pracovní síly pracující pro vládnoucí vrstvu francouzských přistěhovalců a vysloužilců expedičních armád.
Díky druhé světové válce byly posíleny nacionalistické požadavky kolonií. V Alžírsku zveřejnil v roce 1943 Ferhát Abbás Manifest alžírského lidu, v němž požadoval zrušení kolonialismu, uplatnění práva na sebeurčení, vytvoření alžírské ústavy a vlastní vlády složené rovným dílem z muslimů a Francouzů, rovnost obou národností v zastupitelských orgánech, přístup muslimů k veřejným funkcím, právo alžírských jednotek na vlastní vlajku apod. Takto vyvinuté národní uvědomění již nemohla uspokojit stávající gaullistická nebo francouzská koloniální politika.
Během 2. světové války přislíbil Charles de Gaulle Alžířanům samosprávu a Ramadierova vláda roku 1947 tento příslib potvrdila, což ovšem neplatilo pro další francouzské vlády, které odmítly požadavky Alžíru a sliby předchůdců. Tento postoj byl roznětkou k protifrancouzskému povstání. V květnu 1945 došlo k masakru v Sétifu a Guelmě.

## Válečné události do roku 1958

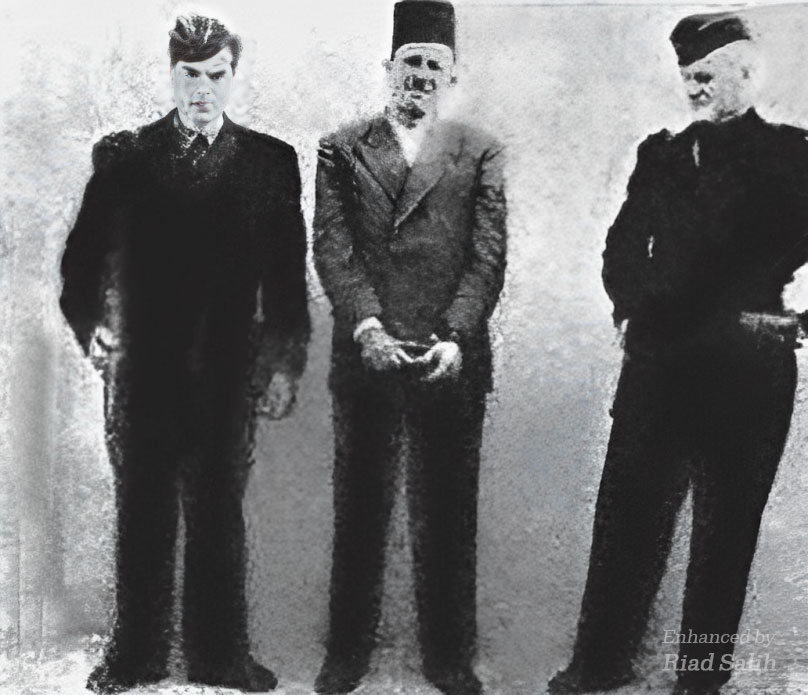
Mustapha Ben Boulaïd, jeden ze zakladatelů FLN, po svém zatčení roku 1955.

Ozbrojený boj proti francouzské nadvládě byl započat 1. listopadu 1954 militantním křídlem FLN, a to Alžírskou armádou národního osvobození (ALN). Povstání bylo velmi dobře připraveno, neboť si jeho vůdci zemi rozdělili na 6 oblastí (vilájí). Z hlediska kvantity byla ale francouzská armáda ve značné převaze, proto byl boj proti ní veden nejprve partyzánskou válkou v horách a poté i teroristickými útoky ve městech. Francouzi ústup odmítli. „Tady jsme ve Francii,“ prohlašoval předseda vlády.
Francouzská vláda se v roce 1954 skládala vesměs z liberálních lidí pod vedením radikálního socialisty Pierre Mendés-France. Sdíleli iluzi, že se Alžír může stát mnohonárodnostní společností založenou na zásadách svobody a bratrství. Řekl: „Alžírské departmenty jsou součástí Francouzské republiky, odtržení je nemyslitelné.“ Ministr vnitra Francois Mitterrand zase prohlásil: „Ohledně Alžíru je válka jediným řešením“. Oba poslali do Alžírska ve funkci generálního guvernéra známého etnologa Jacquese Soustella. Soustelle viděl ve FLN fašistickou organizaci. Myslel, že zvítězí tím, že dá Arabům skutečnou demokracii. Francie se však na druhou stranu nechtěla stát poloarabským a polomuslimským národem. Neúspěch Francouzů během Suezské krize přesvědčil armádu, že civilní vláda válku nevyhraje. 20. srpna 1956 byla při ilegálním sjezdu FLN v údolí Summám ustanovena Národní rada alžírské revoluce (franc. Conseil National de la Révolution Algérienne – CNRA). Předseda francouzské vlády Guy Mollet souhlasil zvýšit síly v Alžíru na půl milionů vojáků. Soustellův nástupce Robert Lacoste dal roku 1957 generálovi Jacquesi Massuovi naprostou svobodu v tom, ať vyčistí Alžír od FLN.
Francouzům se v roce 1957 podařilo odříznout zásobování FLN vybudováním Challovy-Moricovy linie na hranicích s Tuniskem, které bylo následováno ofenzívou Francouzů pod velením generála Massu proti městským partyzánům v tzv. bitvě o Alžír. Tato linie byla systémem elektrických, minových a dalších zátarasů na hranicích Alžírska s Marokem a Tuniskem vytvořeným v roce 1957. Za alžírské války měl odříznout jednotky FLN uvnitř země od tzv. zahraniční armády soustředěné v Maroku a především Tunisku.
20. září 1957 byla Alžírská otázka zařazena na program jednání OSN.

## Pád Čtvrté republiky a de Gaulle
Neochota k demontáži koloniálního panství a s ní spojené ozbrojené konflikty vedly k pádu francouzské Čtvrté republiky, ale ohrozila i počáteční léta vlády Charlese de Gaulla.
Francie totiž nadále usilovala o integraci Alžírska vojenskou cestou namísto federalizace. Nový rámcový zákon z počátku roku 1958, podle nějž mělo být Alžírsko integrální částí Francie s uznáním vlastní osobitosti a respektováním práv všech národních společenství, přišel pozdě. Alžírskému osvobozeneckému hnutí se dostalo podpory ze zahraničí od SSSR i OSN.
V roce 1958 došlo ve Francii k několikaměsíčnímu bezvládí. Toho se snažili využít důstojníci armády, kteří plánovali vojenský převrat v Alžíru spojený s nastolením francouzské vlády silné ruky místo slabého parlamentního systému IV. republiky. Pučisté čekali na vhodnou příležitost, kdy opět selže pokus získání důvěry nominované vlády v Národním shromáždění. K tomuto hlasování mělo dojít 13. května 1958, kdy opět neexistovala žádná naděje získání důvěry vlády. Pučisté však byli příliš netrpěliví a v Alžíru vyhlásili vznik "Výboru veřejného blaha", který byl složen z vojáků a místních civilistů, a to vše ještě před hlasováním. Tato informace vyvolala v parlamentu takové zděšení, že byla zcela neočekávaně velkou většinou zvolena nová vláda vedená premiérem Pierrem Pflimlinem (14. května 1958). Přes velkou podporu parlamentu se však neodvážila proti pučistům postavit, protože neměla jistou podporu u armádního velení. V tomto okamžiku byl vyzván generál de Gaulle prezidentem René Cotym (1954–1959), aby se chopil premiérského křesla a věc začal řešit. 1. června 1958 byl zvolen za předsedu vlády a nová vláda z řad parlamentních předáků i mimoparlamentních odborníků obdržela mimořádné plné moci k řešení krize. Vůči Alžírsku byla nadále uplatňována asimilace. Důvodem byl silný vliv ultrakolonialistů, kteří vynesli generála k moci. 19. září 1958 na tuto situaci Fronta národního osvobození reagovala přetvořením Koordinačního výkonného výboru (ustanoven na sjezdu FLN v roce 1956) v Prozatímní vládu Alžírské republiky (franc. Gouvernement provisoire de la République Algérienne – GPRA). Ihned po vzniku vydala provolání k Alžířanům, aby se neúčastnili referenda pro schválení ústavy V. republiky, v níž byly zakotveny i základy Francouzského společenství. De Gaulle proto použil vojenský nátlak, aby „pomohl“ Alžířanům v rozhodnutí. Kdo nehlasoval pro ústavu, byl zastřelen.
Charles de Gaulle se stal 8. ledna 1959 prezidentem páté francouzské republiky.

## Závěrečná fáze

Znak Organizace tajné armády.

Nárůst odporu mezi arabským obyvatelstvem a dokonce i negativní ohlas veřejnosti ve Francii vyvolaly zprávy o brutalitě francouzských jednotek, především cizinecké legie a parašutistů. Z hlediska vojenských úspěchů měla Francie dobré výsledky, zejména při ofenzívě proti partyzánům v pohoří Atlas a v Kabylských horách v roce 1958 (Pečenka-Luňák, 2005). V témže roce Francouzi prohlásili, že válka je „prakticky vyhraná“. Rozhodujícím faktorem však měla být politická podpora veřejnosti, která se nedostavila. Tento trend jako první rozpoznal Charles de Gaulle, který zahájil tajná jednání s alžírskou FLN. Veřejně pak během návštěvy Alžíru místní pučisty uklidnil o chystané změně ve vztahu k Alžíru v rámci nové ústavy V. republiky. Přes další komplikace dané pokusem francouzských usídlenců (černé nohy, francouzsky pieds-noirs) o převrat v lednu 1960 v tzv. „týdnu barikád“ a teroristickými hrozbami Organizace tajné armády (OAS), zahájil prezident de Gaulle 30. března 1961 oficiální jednání s FLN ve věci alžírské nezávislosti. Tomuto kroku však předcházelo francouzské celonárodní referendum z 8. ledna 1961, ve kterém se tři čtvrtiny Francouzů vyslovily pro alžírský nárok na sebeurčení a vlastní stát. Jako odpověď na referendum založili velitelé francouzské armády v Alžírsku roku 1961 militantně-nacionalistickou organizaci OAS (franc. Organisation de l'armée secrète) v čele s Raoulem Salanem a pokusili se v dubnu o puč. Ten však s podporou francouzského veřejného mínění a většiny armády de Gaulle potlačil. 9. srpna 1961 se do čela 3. Prozatímní vlády v Alžírsku postavil Ben Chedda.

### První francouzský test atomové bomby, jižní Alžírsko, únor 1960
Francie provedla svůj první test atomové bomby v blízkosti jihoalžírského Reggane, které se nachází u hranic Mali a Nigeru. Stalo se tak v rámci operace Gerboise Bleue, 13. února 1960. Po USA, SSSR a Velké Británii se tak Francie stala čtvrtou jadernou mocností. Síla výbuchu (70kt) byla větší, než síla prvních testů předchozích třech mocností dohromady. De Gaulle po úspěšném testu prohlásil: Hurá pro Francii! Od dnešního rána je silnější a hrdější!  

## FLN
V roce 1946 založil El-hadž Ahmed Mesali Hnutí za vítězství demokratických svobod (MTLD) a po roce 1954 se část MTLD transformovala do FLN. Fronta národního osvobození (franc. Front de Libération Nationale – FLN) je alžírská politická strana, jež 1. listopadu 1954 stanula v čele všech domácích a zahraničních proudů odporu proti setrvání země ve svazku s Francií v podobě zámořských departmentů a zahájila povstání. Byla tvořena militantními mladými muži, většinou bývalými vojáky (Iliffe, 2001). Ve vedení stáli poddůstojníci a v jejím samotném čele Ahmed Ben Bella. Ozbrojené křídlo FLN se nazývalo Alžírská armáda národního osvobození (franc. Armée de Libération Nationale – ALN).
Sjezd FLN v roce 1956 ustanovil svůj nejvyšší orgán v podobě 34členné Národní rady alžírské revoluce (franc. Conseil National de la Révolution Algérienne – CNRA) a 5členného Koordinačního a výkonného výboru (o dva roky přetvořen na prozatímní vládu). Ty vypracovaly politický program, jenž požadoval uznání nedělitelného alžírského národa, uznání nezávislosti Alžírska, osvobození všech politických alžírských vězňů a uznání FLN jako jediného zástupce alžírského lidu. Současně s radikalizací Alžířanů se začaly vytvářet i ultrakolonialistické skupiny z evropských osídlenců v Alžíru.
Cílem FLN nebylo porazit francouzskou armádu, protože to by se vzhledem k velikosti její armády těžko povedlo, ale především zničit jakoukoliv snahu o asimilaci a národní soužití zlikvidováním umírněných hlav na obou stranách. V Alžírsku panovala rivalita mezi FLN a umírněným proudem zvaným Alžírské národní hnutí (franc. Mouvement nationale Algérien – MNA), v jehož čele stála legendární charismatická postava Messali Hadžího. Zvláštní skupinu tvořili tzv. harkiové – muslimové sloužící ve francouzské armádě. Akce FLN tak byly namířeny především proti těmto loajálním muslimům. Za dva a půl roku války zabila FLN 1035 Evropanů a 6352 Arabů (podle neoficiálních statistik jich bylo zabito až 20 000)[zdroj?]. Cílem FLN bylo sevřít většinu muslimů kleštěmi teroru. Na jedné straně přicházeli na místa umírněných vrahové z FLN, na druhé straně měla jejich zvěrstva vyprovokovat Francouze k barbarským represáliím a zahnat tak muslimské obyvatelstvo do tábora extrémistů. FLN vedla partyzánskou válku spojenou s teroristickými útoky. I když v samotném Alžírsku byla FLN poražena francouzskými vojsky, přežívala v horách v Tunisku a Maroku, což Francii nesnesitelně prodražovalo koloniální správu Alžírska.
Zvolený ministerský předseda a pozdější prezident Ahmed Ben Bella prováděl socialistické experimenty, což zemi hospodářsky zruinovalo. Po armádním puči (1965) proti Ben Bellovi se postavení FLN povážlivě otřáslo. Strana existuje dodnes, po roce 1989 se však vzdala výsadního postavení. Jejím hlavním protivníkem je fundamentalistická Islámská fronta spásy (FIS).

## Évianské dohody

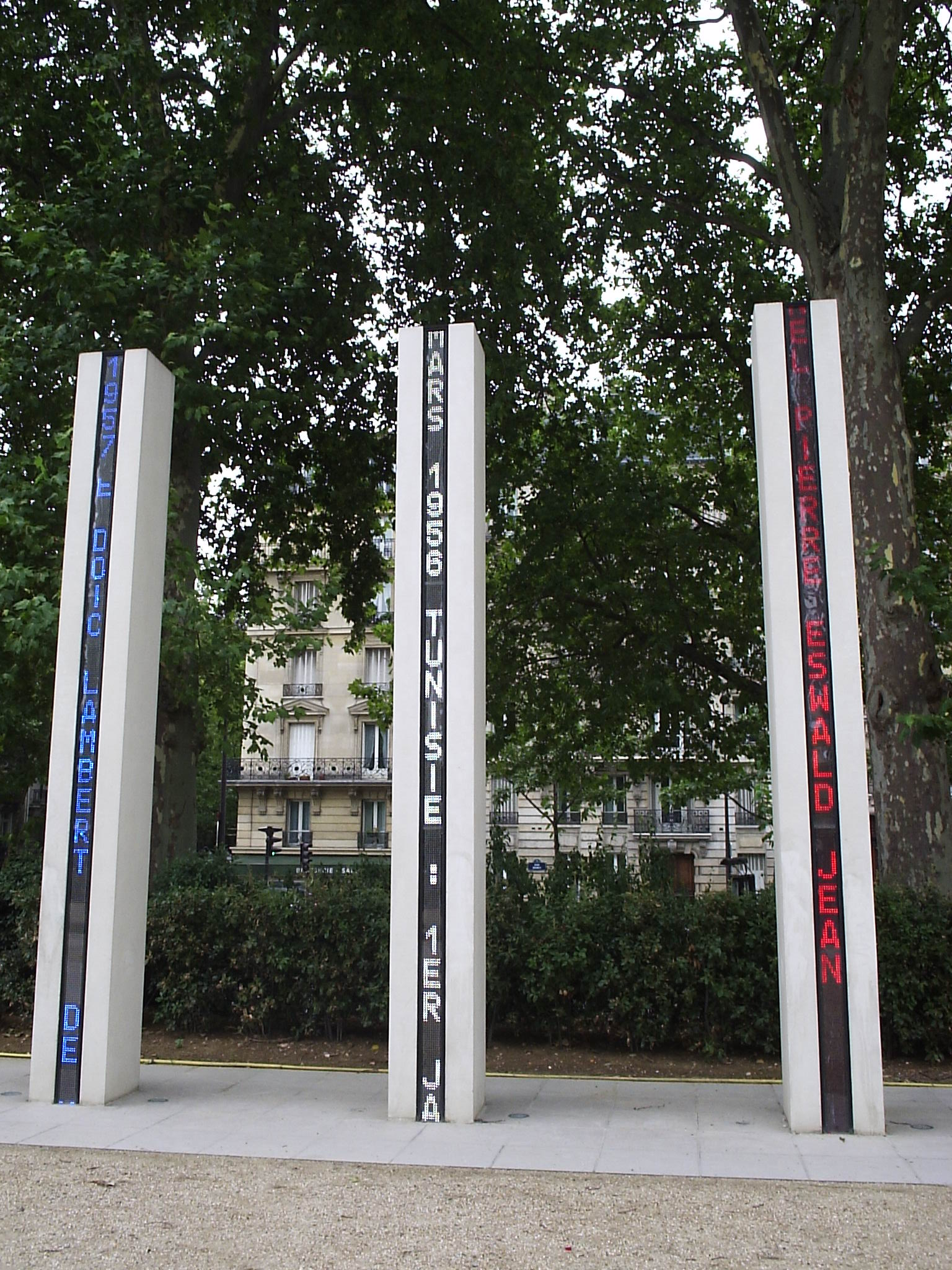
Památník alžírské války na nábřeží Branly v Paříži

V prosinci 1961 začala jednání mezi francouzskou delegací v čele s Georgesem Pompidouem a alžírskými zástupci vedenými od března 1962 Ben Bellou. 18. března 1962 byly ve francouzském městečku Évian-les-Bains podepsány dohody, podle nichž mělo okamžitě dojít k zastavení palby a mělo nastat příměří mezi francouzskými vojsky a alžírskými povstalci. Do konce roku 1962 pak měla francouzská vojska opustit Alžír, který měl získat nezávislost. Příměří vyvolalo další vlnu vraždění OAS. De Gaulle v den podepsání příměří prohlásil: „Francie a Alžírsko vykročili spolu jako bratři na cestě k civilizaci“ a ještě dodal: „Je to čestný konec“. V referendu se v Alžírsku 1. července 1962 vyslovilo pro nezávislost 99,7 % občanů.
De Gaulle, který kdysi tvrdil, že "Středozemní moře protéká Francií.", se tak dokázal vypořádat s válkou v Alžírsku a dát této zemi nezávislost i přes svou prvotní neochotu. De Gaulle si uvědomil a přesvědčil veřejnost o tom, že držení této země je drahé a nebezpečné.

## Poválečný vývoj
Do konce roku 1962 opustil zemi milion francouzských kolonistů (asi 85 % všech kolonistů). 5. července 1962 Alžírsko oficiálně dosáhlo nezávislosti. FLN nastolilo diktaturu Ahmeda Ben Belly a brutálně se vypořádala s profrancouzskými loajalisty a odpůrci. O tři roky později byl Ben Bella sesazen, ale FLN zůstala u moci až do roku 1989, kdy ve volbách zvítězila FIS.